# Dynamiet

Diagram van dynamiet
A. diatomeënaarde doorweekt met nitroglycerine
B. Beschermende laag rond het explosieve materiaal
C. detonator
D. lont / slagsnoer / ontstekingskabel

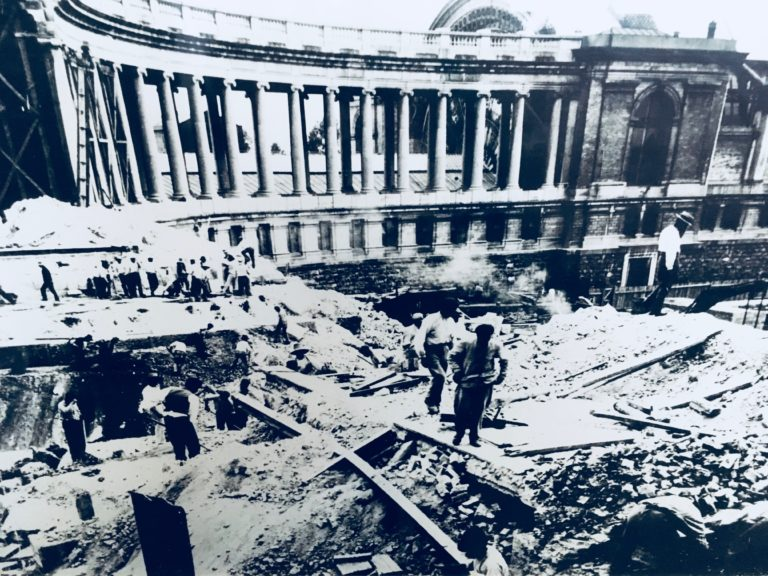
1904 Afbraak van de triomfboog voor het centrale monument van het Jubelpark in Brussel. Het was de eerste keer in de geschiedenis van België dat Dynamiet werd gebruikt op een bouwplaats

Dynamiet is een oranjekleurig explosief dat is gebaseerd op de explosieve kracht van nitroglycerine, waarbij diatomeeënaarde als absorberend middel wordt gebruikt.
Het woord dynamiet komt van het Griekse woord δυναμις (dunamis), dat 'kracht' betekent. Dynamiet werd uitgevonden door de Zweedse chemicus Alfred Nobel in 1866. Nitroglycerine is een zeer krachtige maar gevaarlijke springstof die bij de bereiding en het vervoer gemakkelijk (en vaak onbedoeld) explodeert. Nobel ontdekte dat de gevoeligheid van het materiaal belangrijk kon worden verminderd door het te laten opzuigen in een poreuze stof, zoals zaagsel of diatomeeënaarde. De zo verkregen substantie noemde hij dynamiet. 
Omdat dynamiet veel gebruikt werd in oorlogen, kreeg Nobel wroeging over het maken en distribueren van de stof. Hij stelde daarom zijn vermogen ter beschikking aan de wetenschap in vorm van de Nobelprijzen, die vandaag de dag nog steeds van Nobels geld gefinancierd worden. Hierbij horen echter alleen de prijzen in de categorie 'wetenschap', zoals natuurkunde en scheikunde. Andere prijzen, zoals die voor de vrede, worden betaald door de Zweedse staat.
Dynamiet wordt meestal aangeboden in de vorm van staven, ongeveer 2,5 cm in diameter en 20 cm lengte. Om ze te laten detoneren is onder normale omstandigheden een detonator nodig.  
Dynamiet is waterbestendig, zodat het onder water of in boorgaten onder de grondwaterspiegel gebruikt kan worden.
De ontledingsreactie van nitroglycerine, het actieve element in dynamiet, is: 
{\displaystyle {\ce {4 C3H5N3O9 -> 12 CO2 + 10 H2O + 6 N2 + O2}}}
Dynamiet kan zeer gevaarlijk worden bij temperaturen hoger dan 35°C doordat het nitroglycerine dan begint uit te zweten. Oud dynamiet is om dezelfde reden gevaarlijk. Het nitroglycerine zweet uit de staven en kan een poel vormen op de vloer of op de bodem van de container. Het kan ook verdampen en neerslaan, daarbij op onverwachte plaatsen kristallen vormend. Hierdoor kan de minste of geringste stimulans het dynamiet dan doen ontploffen. Om die reden is het het beste om dynamiet in een goed geventileerde ruimte te bewaren en het niet langer dan een jaar op te slaan. 